# LATAM Airlines Group

Flugziele LAN und TAM (Dezember 2010)

Die LATAM Airlines Group ist eine chilenische Holding, die 2012 durch den Zusammenschluss der chilenischen LAN Airlines und der brasilianischen TAM Linhas Aéreas entstand. Mit der auch operativen Zusammenführung der beiden Airlines unter gemeinsamer Marke ab 2015 wurde LATAM Airlines zur mit Abstand größten Fluggesellschaft Lateinamerikas, auch wenn die beiden operativen Tochtergesellschaften nach wie vor rechtlich getrennt sind. Der Konzern ist mehrheitlich in US-amerikanischen Besitz.
Sie hat am 26. Mai 2020 einen Antrag auf Gläubigerschutz nach Chapter 11 gestellt.

## Unternehmen
Die Gründung der Gruppe wurde am 13. August 2010 von beiden Unternehmen bekannt gegeben. Wie schon zuvor die chilenische Kartellbehörde im September 2011, haben Brasiliens Behörden am 14. Dezember 2011 grünes Licht für die Fusion gegeben. Der Zusammenschluss erfolgte im Juni 2012.
Die neue Unternehmensgruppe umfasst LAN Airlines samt ihren Tochtergesellschaften in verschiedenen südamerikanischen Staaten, TAM Linhas Aéreas aus Brasilien mit ihrer Tochtergesellschaft aus Paraguay sowie sämtliche Beteiligungen der LAN und TAM. 2011 wurden 65 Millionen Passagiere befördert. 2015 wurde die Einführung der neuen Marke LATAM bekanntgegeben. Diese wurde im Mai 2016 am Markt eingeführt und sollte innerhalb von drei Jahren die alten Marken ablösen. LATAM verfügt (Stand: April 2025) über eine Flotte von 348 Flugzeugen. Im Passagierbereich werden 135 Destinationen und im Cargobereich weitere 11 angeflogen. LATAM hatte Ende 2015 50.413 Mitarbeiter in 26 Ländern. Der Umsatz belief sich im Jahr 2015 auf 10,1 Milliarden US-Dollar.
Beide Unternehmen behielten ihre Operationszentren Santiago de Chile und São Paulo bei, wobei der Firmensitz der LATAM Santiago de Chile ist. Unklar war zunächst, welcher Luftfahrtallianz LATAM angehören würde. LAN war zum Zeitpunkt des Zusammenschlusses Mitglied bei Oneworld, TAM bei Star Alliance. Die Zustimmung der chilenischen Kartellbehörde geschah unter der Auflage, dass sich die neue Gesellschaft bis Ende 2014 für eine der beiden Allianzen entscheiden muss. TAM entschied sich im März 2013 Oneworld im zweiten Quartal 2014 beizutreten und die Star Alliance zu verlassen. Am 28. Dezember 2016 gab die Luftfahrtgesellschaft bekannt, dass Qatar Airways 10 % der Anteile gekauft hatte, insgesamt 60,8 Millionen Aktien entsprechend und was auf etwa 608 Millionen US-Dollar geschätzt wurde. Am 26. September 2019 wurde der Kauf von 20 % von LATAM durch Delta Air Lines, Mitglied der SkyTeam-Luftfahrtallianz, abgeschlossen, wodurch infolge dessen LATAM Airlines ihre Mitgliedschaft bei der Oneworld-Allianz beendete und sie nach 20 Jahren am 1. Mai 2020 verließ.

## Aktionäre
Der Jahresbericht von 2023 der LATAM Airlines Group SA weist folgende Besitzverhältnisse aus:
| Anteilseigner                  | Anteile |
| ------------------------------ | ------- |
| Sixth Street Partners          | 27,91 % |
| Strategic Value Partners       | 16,02 % |
| Delta Air Lines                | 10,05 % |
| Qatar Airways Investments (UK) | 10,03 % |
| Grupo Cueto                    | 5,03 %  |
| Weitere Investoren             | 30,96 % |
|                                | 100 %   |

## Fluggesellschaften
- LATAM Airlines (Chile)
  - LATAM Airlines Colombia (Kolumbien)
  - LATAM Airlines Ecuador (Ecuador)
  - LATAM Express (Chile)
  - LATAM Airlines Perú (Peru)
  - LATAM Cargo Colombia (Kolumbien)
  - LATAM Cargo Chile (Chile)

- LATAM Airlines Brasil (Brasilien)
  - LATAM Airlines Paraguay (Paraguay)
  - LATAM Cargo Brasil (Brasilien)

## Ehemalige Fluggesellschaft
- LATAM Airlines Argentina (Argentinien) – im Juli 2020 eingestellt[13]
- LATAM Cargo México (Mexiko, jetzt MASAir Cargo), zum 1. Dezember 2018 hat die LATAM Airlines Group ihre Anteile verkauft und die Frachtfluggesellschaft ist nun unabhängig von der LATAM-Gruppe tätig.[14]